# コンスタンティノス・ドゥーカス (アンゲロス)
コンスタンティノス・ドゥーカス（アンゲロス）（Κωνσταντίνος Δούκας, Konstantinos Doukas, ? - 1303年）は、東ローマ帝国の地方政権テッサリア君主国の支配者、尊厳公（在位：1289年3月 - 1303年）。ヨハネス1世ドゥーカスの次子。中世ギリシア語表記ではコンスタンディノス・ドゥカス。

## 生涯
1289年、父ヨハネス1世死去に際し、長男ミカエル・コムネノス（1307年没）は、1283年以来コンスタンティノポリスに抑留されてしまっていた為、次男コンスタンティノスがテッサリア君主国の支配権を継承した。若年であった為、当初はエピロス専制公ニケフォロス1世ドゥーカスの妃アンナの後見の許に置かれた。その後末弟テオドロス・アンゲロスと協力してテッサリアの独立維持に力を注ぐ。特に、姉妹ヘレネの夫であるアテネ公ギヨーム・ド・ラ・ロシュ及びその息子ギイ2世ド・ラ・ロシュと共に反東ローマ帝国同盟を形成し、東ローマの影響力を排除した。
死期が近づくと、コンスタンティノスは配下の有力者を集め、アテネ公ギイ2世を幼い息子・後継者ヨハネス2世の後見人として迎えるようにとの命令を下した。1303年、コンスタンティノス、弟テオドロスは相次いで亡くなったが、有力者達はこの命令を遵守してアテネ公に仕え、東ローマのテッサリア遠征を迎え撃ったアテネ公の軍隊に加わり、テッサリア君主国の独立を維持した。